# Мелентьев, Александр Николаевич
Алекса́ндр Никола́евич Меле́нтьев (4 декабря 1885, Рыбинск, Ярославская губерния — 30 ноября 1942, Стерлитамак, Башкирская АССР) — начальник Морского генерального штаба, старший лейтенант.

## Биография
Александр Николаевич Мелентьев родился 4 декабря 1885 года в Рыбинске. Его отец, Николай Николаевич Мелентьев (1848—1900), служил земским начальником Рыбинского уезда. Мать: Елизавета Александровна, урождённая княжна Ухтомская (1860—1930). У Александра было четыре брата: Николай (16.01.1887, Рыбинск — 1915), военный летчик; Сергей (16.03.1889, Рыбинск — ?); Юрий (Георгий) (26.03.1893, Рыбинск — 1919, Пг.), умер от брюшного тифа; Михаил (20.07.1895, Рыбинск — 1989, Киев), полковник.
Его жена: Ксения Павловна, урождённая Шатько (27.04.1888, Барнаул — 23.02.1962, Воронеж), из почетных граждан Барнаула, дочь ссыльного по «делу группы Благоева» малороссийского дворянина Павела Петровичича Шатько. В семье А. Н. Мелентьева было двое сыновей: Лев Александрович Мелентьев (09.12.1908, Гельсинфорс — 08.07.1986, Москва) — академик АН СССР (1966), Герой Социалистического Труда (1969), Член Президиума АН СССР, Депутат Верховного Совета СССР и Владимир Александрович Мелентьев (25.11.1912, СПб. — 01.10.1987, Ленинград), специалист в области гидроэнергетики и гидромеханизации и дочь Ирина Александровна (24.03.1916, Пг. — 23.04.2008, СПб.) — Заслуженный архитектор Российской Федерации.
Александр Николаевич Мелентьев в 1906 году окончил Морской кадетский корпус, в 1912 году — Михайловскую артиллерийскую академию, дополнительный курс Mихайловской Артиллерийской Академии — в 1913 году. По окончании учёбы служил на Адмиралтейском и Путиловском заводах наблюдающим по артиллерийской части за постройкой кораблей. С 1914 года — Младший Артиллерийский Офицер линкора «Гангут». Артиллерист 1 разряда. С 1915 года служил в Морском генеральном штабе, с января 1915 года — производитель работ, с июля 1917 года — начальник отделения, с августа 1918 года — начальник отдела, с апреля 1919 года — начальник Морского генерального штаба, с апреля 1920 года — начальник Штаба всех Морских сил Республики, с февраля 1921 года — в резерве флота. После отставки работал инженером «Химстроя». 19 июня 1930 года, находясь в командировке, был арестован Свердловским ОГПУ на станции Хромпик Пермской железной дороги.
Александру Николаевичу было предъявлено обвинение в том, что «в период 1929 г., состоя на государственной службе и занимая ответственные должности, будучи врагом Пролетарского государства, входил в состав контрреволюционной организации, занимавшейся шпионажем в пользу Колчака» — преступления, предусмотренные ст. 58-4, ст. 58-6 УК РСФСР.
Был осужден постановлением Коллегии ОГПУ от 30 апреля 1931 года к 5 годам ИТЛ. Срок отбывал в Бутырской тюрьме в Москве, потом на Соловках.
Освобожден 9 августа 1932 года условно досрочно постановлением Коллегии ОГПУ, был прикреплен для работы к 8 отделу ЭКУ ОГПУ. По выходе «на свободу», пытаясь отвести беду от близких, развелся и решил держаться далее от семьи и от Ленинграда и перебираться на Украину, в Славянск и поступает на химкомбинат. Снова был арестован и отправлен на Урал.
Определением Военной Коллегии Верховного Суда СССР № 4н-4193/58 от 11 января 1969 года Постановление Коллегии ОГПУ от 30 апреля 1931 года отменено и дело прекращено за отсутствием состава преступления.

### Звания
- мичман (1907);
- старший лейтенант (6 декабря 1915).

## Награды
- Ордена: Св. Станислава 3-й степени (1914); Св. Анны 3-й степени (30.07.1915).
- Медали: Светло-бронзовой «В память 300-летия Царствования Дома Романовых» (1913); Светло-бронзовой «В память Гангутской победы» (1915).